# Irene Rich
Irene Rich (Buffalo, 13 ottobre 1891 – Hope Ranch, 22 aprile 1988) è stata un'attrice statunitense.

## Biografia
Nata Irene Luther a Buffalo (nello stato di New York), esordì nel cinema nel 1918. Nei primi anni venti, lavorò con Will Rogers in otto film.
Spesso le vengono affidati ruoli di signora della buona società, come nell'adattamento per lo schermo della commedia di Oscar Wilde, Il ventaglio di Lady Windermere. 
Tra i registi che l'hanno diretta, si contano Frank Lloyd, Ernst Lubitsch, John Ford, Sidney Franklin, Jack Conway, Michael Curtiz.
Nella sua carriera, durata fino al 1949, comparve in 115 film, 1 episodio tv e in un paio di filmati d'archivio. Negli anni trenta, lavorò per la radio con un suo programma (The Irene Rich Show) e con dei mini-drammi seriali. Appare anche in alcune produzioni teatrali.
Si sposò quattro volte. Frances Rich, sua figlia adottiva, nei primi anni trenta apparve in sei film per poi dedicarsi alla scultura.
Irene Rich morì il 22 aprile 1988 in California, a Hope Ranch (nei pressi di Santa Barbara), all'età di 96 anni per insufficienza cardiaca.

## Riconoscimenti
Le sono state assegnate due stelle dell'Hollywood Walk of Fame: la prima per il suo contributo all'industria cinematografica appare al 6225 di Hollywood Boulevard; la seconda per il suo contributo all'industria radiofonica, al 6150 di Hollywood Boulevard.

## Filmografia
- A Desert Wooing, regia di Jerome Storm (1918)
- The Girl in His House, regia di Thomas R. Mills (1918)
- A Law Unto Herself, regia di Wallace Worsley (1918)
- Todd of the Times, regia di Eliot Howe (1919)
- A Man in the Open, regia di Ernest C. Warde (1919)
- The Silver Girl, regia di Frank Keenan (1919)
- Castles in the Air, regia di George D. Baker (1919)
- The Lone Star Ranger, regia di J. Gordon Edwards (1919)
- The Sneak, regia di Edward LeSaint (1919)
- The Blue Bonnet, regia di Louis Chaudet (1919)
- Wolves of the Night, regia di J. Gordon Edwards (1919)
- Her Purchase Price, regia di Howard C. Hickman (1919)
- Rivoluzione in gonnella (The Spite Bride), regia di Charles Giblyn (1919)
- Water, Water, Everywhere, regia di Clarence G. Badger (1920)
- The Street Called Straight, regia di Wallace Worsley (1920)
- The Strange Boarder, regia di Clarence G. Badger (1920)
- Il fantasma nella tempesta (Jes' Call Me Jim), regia di Clarence G. Badger (1920)
- Stop Thief, regia di Harry Beaumont (1920)
- Just Out of College, regia di Alfred E. Green (1920)
- Godless Men, regia di Reginald Barker (1920)
- Sunset Jones, regia di George L. Cox (1921)
- One Man in a Million, regia di George Beban (1921)
- Boys Will Be Boys, regia di Clarence G. Badger (1921)
- Storia di due mondi (A Tale of Two Worlds), regia di Frank Lloyd (1921)
- A Voice in the Dark, regia di Frank Lloyd (1921)
- Piste disperate (Desperate Trails), regia di Jack Ford (John Ford) (1921)
- The Invisible Power, regia di Frank Lloyd (1921)
- The Poverty of Riches, regia di Reginald Barker (1921)
- The Call of Home, regia di Louis J. Gasnier (1922)
- Strength of the Pines, regia di Edgar Lewis (1922)
- Primavera nordica (The Trap), regia di Robert Thornby (1922)
- One Clear Call, regia di John M. Stahl (1922)
- Quando donna vuole (A Fool There Was), regia di Emmett J. Flynn  (1922)
- The Yosemite Trail, regia di Bernard J. Durning (1922)
- The Ropin' Fool, regia di Clarence G. Badger (1922)
- La valle dei lupi (Brawn of the North), regia di Jane Murfin e Laurence Trimble (1922)
- Il giogo (While Justice Waits), regia di Bernard J. Durning (1922)
- Dangerous Trails, regia di Alan James (1923)
- Brass, regia di Sidney Franklin (1923)
- Snowdrift, regia di Scott R. Dunlap (1923)
- Michael O'Halloran, regia di James Leo Meehan (1923)
- Yesterday's Wife, regia di Edward LeSaint (1923)
- Rosita, regia di Ernst Lubitsch e, non accreditato, Raoul Walsh (1923)
- Defying Destiny, regia di Louis Chaudet (1923)
- Lucretia Lombard, regia di Jack Conway (1923)
- Boy of Mine, regia di William Beaudine (1923)
- What the Butler Saw, regia di George Dewhurst (1924)
- Pal o' Mine, regia di Edward LeSaint (1924)
- Lord Brummel (Beau Brummel), regia di Harry Beaumont (1924)
- Cytherea, regia di George Fitzmaurice (1924)
- Being Respectable, regia di Phil Rosen (1924)
- Capitan Baby (Captain January), regia di Edward F. Cline (1924)
- A Woman Who Sinned, regia di Finis Fox (1924)
- Behold This Woman, regia di J. Stuart Blackton (1924)
- This Woman, regia di Phil Rosen (1924)
- Sirena di acciaio (A Lost Lady), regia di Harry Beaumont (1924)
- My Wife and I, regia di Millard Webb (1925)
- The Man Without a Conscience, regia di James Flood (1925)
- Eve's Lover, regia di Roy Del Ruth (1925)
- The Wife Who Wasn't Wanted, regia di James Flood (1925)
- Compromise, regia di Alan Crosland (1925)
- The Pleasure Buyers, regia di Chet Withey (1925)
- Il ventaglio di Lady Windermere (Lady Windermere's Fan), regia di Ernst Lubitsch (1925)
- Silken Shackles, regia di Walter Morosco (1926)
- Morte al volante (The Honeymoon Express), regia di James Flood e, non accreditato, Ernst Lubitsch (1926)
- My Official Wife, regia di Paul L. Stein (1926)
- Per ordine del granduca (Don't Tell the Wife), regia di Paul L. Stein (1927)
- La duchessa d'Alba (The Climbers), regia di Paul L. Stein (1927)
- Dearie, regia di Archie Mayo (1927)
- The Desired Woman, regia di Michael Curtiz (1927)
- The Silver Slave, regia di Howard Bretherton (1927)
- Beware of Married Men, regia di Archie Mayo (1928)
- Across the Atlantic, regia di Howard Bretherton (1928)
- Powder My Back, regia di Roy Del Ruth (1928)
- La fortuna dei mariti (Craig's Wife), regia di William C. de Mille (1928)
- The Perfect Crime, regia di Bert Glennon (1928)
- Women They Talk About, regia di Lloyd Bacon (1928)
- Ned McCobb's Daughter, regia di William J. Cowen (1928)
- Shanghai Rose, regia di Scott Pembroke (1929)
- Daughters of Desire, regia di Burton L. King (1929)
- La principessina capricciosa (The Exalted Flapper), regia di James Tinling (1929)
- They Had to See Paris, regia di Frank Borzage (1929)
- So This Is London, regia di John G. Blystone (1930)
- On Your Back, regia di Guthrie McClintic (1930)
- Check and Double Check, regia di Melville W. Brown (1930)
- Beau Ideal, regia di Herbert Brenon (1931)
- La resa di papà (Father's Son), regia di William Beaudine (1931)
- Volubilità (Strangers May Kiss), regia di George Fitzmaurice (1931)
- Five and Ten, regia di Robert Z. Leonard (non accreditato) (1931)
- The Mad Parade, regia di William Beaudine (1931)
- Condannata (Wicked), regia di Allan Dwan (1931)
- Il campione (The Champ),regia di King Vidor (non accreditato) (1931)
- Down to Earth, regia di David Butler (1932)
- Her Mad Night, regia di E. Mason Hopper (1932)
- Manhattan Tower, regia di Frank R. Strayer (1932)
- Argento vivo (Spitfire), regia di John Cromwell - scene cancellate (1934)
- Hollywood Handicap, regia di Buster Keaton
- Quella certa età (That Certain Age), regia di Edward Ludwig (1938)
- The Right Way, regia di Crane Wilbur (1939)
- Everybody's Hobby, regia di William C. McGann (1939)
- Bufera mortale (The Mortal Storm), regia di Frank Borzage (1940)
- Seduzione (The Lady in Question), regia di Charles Vidor (1940)
- La via dell'oro (Queen of the Yukon), regia di Phil Rosen (1940)
- Keeping Company, regia di S. Sylvan Simon (1940)
- Three Sons o' Guns, regia di Benjamin Stoloff (1941)
- This Time for Keeps, regia di Charles Reisner (1942)
- Calendar Girl, regia di Allan Dwan (1947)
- L'ultima conquista (Angel and the Badman), regia di James Edward Grant (1947)
- La città del jazz (New Orleans), regia di Arthur Lubin (1947)
- Il massacro di Fort Apache (Fort Apache), regia di John Ford (1948)
- Giovanna d'Arco (Joan of Arc), regia di Victor Fleming (1948)